# سلی مون فرای
سُلِی مون فرای (انگلیسی: Soleil Moon Frye؛ زادهٔ ۶ اوت ۱۹۷۶) یک هنرپیشه، فیلم‌نامه‌نویس و کارگردان اهل ایالات متحده آمریکا است.
او دو مرتبه در سال‌های ۱۹۸۶ و ۱۹۸۹ میلادی برندهٔ جایزه هنرمند جوان و یک مرتبه نیز در سال ۲۰۰۴ میلادی برندهٔ جایزه «بهترین فیلم مستند» در «جشنوارهٔ فیلم سن‌دیگو» شد.
از فیلم‌ها یا مجموعه‌های تلویزیونی که وی در آن‌ها نقش‌آفرینی کرده است، می‌توان به دوستان اشاره نمود.